# فابيان أهومادا
فابيان أنطونيو أهومادا أستيتي (بالإسبانية: Fabián Ahumada)‏ (ولد في 26 أبريل 1996 في سانتياغو) هو لاعب كرة قدم تشيلي يلعب لبالستينو.